# ジャック・モンゴメリー
ジャック・モンゴメリー（Jack Montgomery、1992年2月17日 - ）は、イギリスおよびアメリカ合衆国の子役。主な出演作にドラマ『プライミーバル』『秘密情報部トーチウッド』、映画『トリスタンとイゾルデ』『今日も僕は殺される』がある。

## 略歴
中等教育ではSt Augustine's Schoolに進学し、子役として活動しながら一般の生徒として通学。『メリー・ポピンズ』や『チキ・チキ・バン・バン』 (en) のミュージカル版のウェスト・エンド・シアター公演に出演。2007年にはITVが大規模な予算を投じた恐竜SFドラマ『プライミーバル』第1章第1話「太古への扉」へ出演した。
2008年には BBC Two で放送された『秘密情報部トーチウッド』に出演し、『ドクター・フー』の登場人物でもある主人公ジャック・ハークネスの幼少期を演じた。ハークネスの故郷である51世紀の世界は地球外生命体の侵略を受けて壊滅し、モンゴメリーの演じる幼少の彼は弟グレイと生き別れることになる。
BBC One のドラマ『Doctors』にも複数回出演している。2009年にはキール・マクニール役、2010年にはベン・フレッチャー役を演じた。